# Хајденау (Нордхајде)
Хајденау (њем. Heidenau) општина је у њемачкој савезној држави Доња Саксонија. Једно је од 42 општинска средишта округа Харбург. Према процјени из 2010. у општини је живјело 2.142 становника. Посједује регионалну шифру (AGS) 3353018.

## Географски и демографски подаци
Хајденау се налази у савезној држави Доња Саксонија у округу Харбург. Општина се налази на надморској висини од 48 метара. Површина општине износи 38,7 km². У самом мјесту је, према процјени из 2010. године, живјело 2.142 становника. Просјечна густина становништва износи 55 становника/km².